# Lache, Bajazzo! (1915)
Lache, Bajazzo! ist ein 1914 entstandener deutscher Stummfilm von Richard Oswald mit Rudolf Schildkraut in der Titelrolle.

## Handlung
Der Musiker Rudolf ist ein gutmütiger, burschikoser und geselliger Typ mit großen Kinderaugen, mit dem man auch gern mal seine Scherze macht. Als es einer seiner Freunde, der Schriftsteller Alfred, einmal zu toll mit ihm treibt – ein Mädchen war mit ihm Spiel –, zieht er sich zutiefst getroffen vorübergehend in die Einsamkeit seines Junggesellendaseins zurück. Eines Tages lernt Rudolf eine arme Streichholzverkäuferin kennen, derer er sich erbarmt. Rudolf nimmt sie zu sich nach Haus und gibt ihr ein Heim und Nahrung. Dafür kümmert sich das Mädel als Wirtschafterin um ihn und sein Haus, damit der Eigenbrötler nicht verlottert. Bei Rudolf steigen tiefgehende Gefühle auf, die er seiner Schutzbefohlenen entgegenbringt.
Die Dinge scheinen für Rudolf gut zu laufen, zumal er sich mit Alfred, mit dem er sich verkracht hatte, wieder versöhnt. Diesem ist gerade die eigene Freundin Hanni untreu geworden. Rudolf solidarisiert sich aus tiefer Freundschaft mit Alfred und macht Hanni klar, wie viel er von ihrem Verhalten gegenüber dem Freunde hält: nämlich nichts. Es ist derselbe Moment, in dem sein Freund keine Bedenken hat, ihn, Rudolf, mit seiner neuen Flamme, dem Streichholzmädchen, zu betrügen. Rudolf bleibt nur der Ausspruch eines jeden Clowns: Lache Bajazzo ! … auch wenn dir in Wahrheit zum Heulen ist.

## Produktionsnotizen
Lache, Bajazzo! wurde im Vitascope-Atelier zu Berlin-Weißensee gedreht und passierte im November 1914 die Zensurprüfung und wurde am 7. Januar 1915 im Rahmen einer Pressevorführung uraufgeführt. Der Film besaß vier Akte und maß in seiner Langfassung 1515 Meter. Eine gekürzte, dreiaktige Version war lediglich 1060 Meter lang.
Lache, Bajazzo! war Richard Oswalds dritte Kinofilmregie. Die 19-jährige Hanne Brinkmann gab hier ihr Filmdebüt.

## Kritik
„Die Kunst des Menschen, seinen Gefühlsausdruck und seine Leidenschaftlichkeit dem Gedanken, der fremden Idee unterzuordnen, aufzusaugen und zum eigenen gemacht in der ganzen natürlichen Ursprünglichkeit wiederzugeben, macht die Größe des Schauspielers. Wer Rudolf Schildkraut in diesem Filmbilde sieht, wird ihn zu den Großen rechnen müssen. (…) Das Filmwerk ist mit unüberwindlicher Lebhaftigkeit eingeführt. Die Luft künstlerischen Bohemetums wirkt anregend, bis dieser zermalmende Schluß kommt und das Bild einen ganzen Erfolg erringt. (…) Mit diesem glänzend zusammengespielten Ensemble war es der Berliner Union und ihrem Regisseur Richard Oswald nicht schwer eines ihrer besten Bilder anzufertigen.“